# Ignace Matondo
Ignace Matondo Kwa Nzambi CICM (* 12. April 1932 in Bwamanda/Yakamba, Provinz Équateur; † 9. September 2011 in Kinshasa) war ein kongolesischer Ordensgeistlicher und römisch-katholischer Bischof von Molegbe.

## Leben
Ignace Matondo Kwa Nzambi, Sohn einer Familie aus Kongo Central und Angola, studierte zunächst am Priesterseminar von Kabwe und trat am 8. September 1958 der Kongregation vom Unbefleckten Herzen Mariens im belgischen Scheut bei. Nach einem Soziologiestudium in Rom empfing er am 2. August 1964 in Rom die Priesterweihe. 1969 kehrte er nach Kinshasa zurück und war für die Jugendpastoral im Erzbistum Kinshasa verantwortlich, zugleich Kaplan der Pfarre Saint Pierre in Kasa-Vubu. Als Pfarrer von St. Alphonse in Matete gründete er die Bewegung „Initiation traditionnelle Négro-Africaine“ (dt.: Einführung in die Tradition schwarzer Afrikaner), aus der 1974 die katholische Jugendbewegung Bilenge ya Mwinda entstand. 1975 gründete er die Ordenskongregation Soeurs de sainte Thérèse de l’Enfant Jésus in Basankusu.
Papst Paul VI. ernannte Ignace Matondo am 18. November 1974 zum Bischof von Basankusu. Die Bischofsweihe spendete ihm der Erzbischof von Kinshasa, Joseph-Albert Kardinal Malula, am 13. April des folgenden Jahres; Mitkonsekratoren waren Pierre Wijnants MSC, Erzbischof von Mbandaka-Bikoro, und Louis Nganga a Ndzando, Bischof von Lisala. Papst Johannes Paul II. ernannte ihn am 27. Juni 1998 zum Bischof von Molegbe.
Am 23. Mai 2007 nahm Papst Benedikt XVI. seinen altersbedingten Rücktritt an.